# Ärgre dich, o Seele, nicht, BWV 186

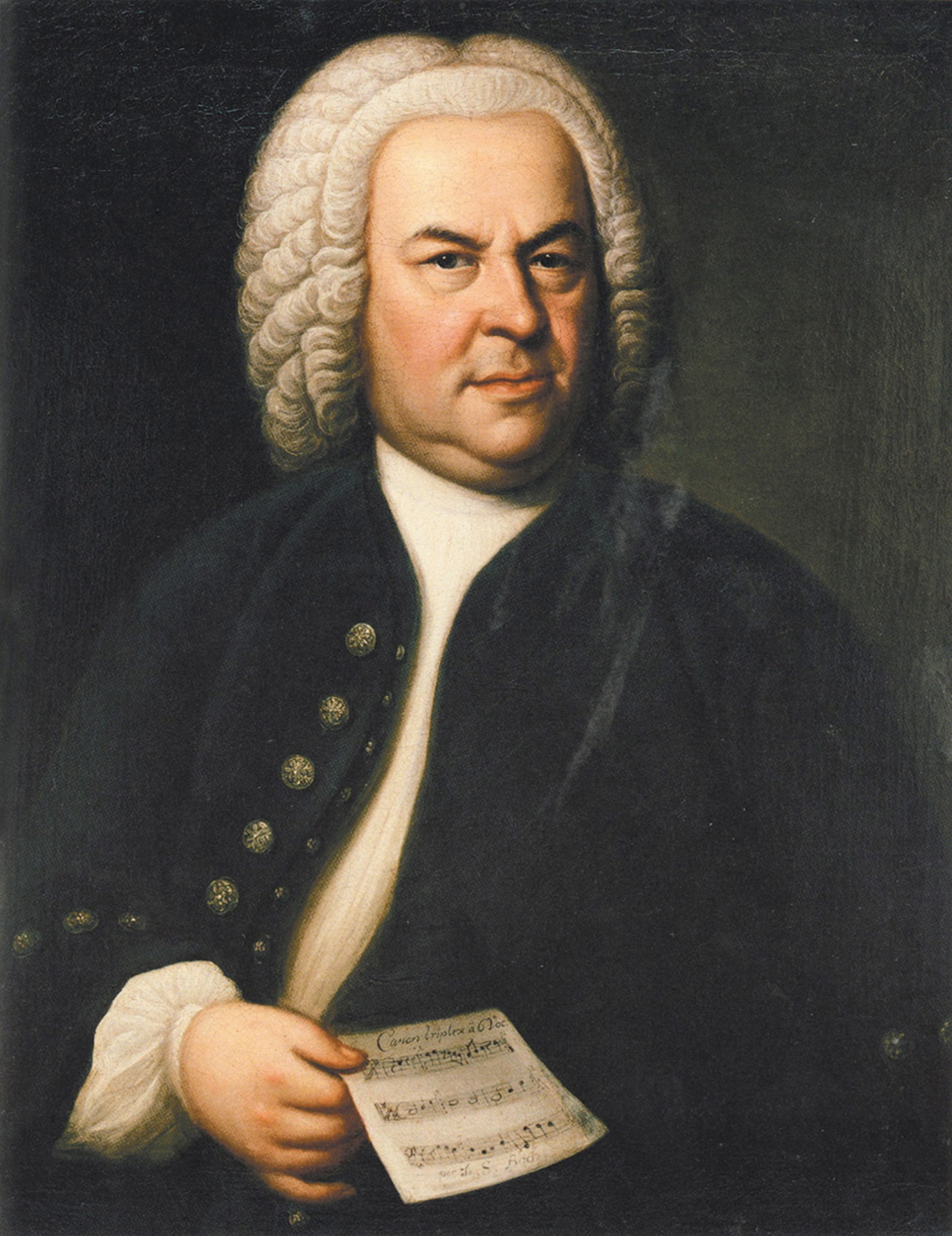
Johann Sebastian Bach, compositor de la cantata.

Ärgre dich, o Seele, nicht, BWV 186 (en español, No te confundas, oh alma) es una cantata de iglesia compuesta por Johann Sebastian Bach originalmente en Weimar en 1716 para el Adviento y la amplió, BWV 186a, en Leipzig en 1723 para el séptimo domingo después de la Trinidad, donde lo interpretó por primera vez el 11 de julio de ese mismo año.

## Historia y texto

### Weimar
Las lecturas prescritas para el tercer domingo de Adviento fueron de la Primera epístola a los corintios, el ministerio de los apóstoles fieles (1 Corintios 4:1-5), y del Evangelio de Mateo, Juan el Bautista en prisión (Mateo 11:2-10). La cantata está basada en un texto de cantata escrito por Salomo Franck para el tercer domingo de Adviento, publicado en Evangelische Sonn- und Fest-Tages-Andachten en 1717. Su letra contenía los movimientos primero, tercero, quinto, octavo y décimo de la obra posterior y una coral de cierre diferente de Ludwig Helmbold. Bach compuso la música, BWV 186a, en 1716 en Weimar, donde la interpretó por primera vez el 13 de diciembre de 1716.
1. Coro: Ärgre dich, o Seele, nicht (movimiento 1 de BWV 186)
2. Aria 1: Bist du, der da kommen soll (3)
3. Aria 2: Messias läßt sicjh merken (5)
4. Aria 3: Die Armen will der Herr umarmen (8)
5. Aria 4: Laß Seele, kein Leiden (10)
6. Coral: Darum, ob ich schon dulde

En 1963, Diethard Hellmann publicó una reconstrucción de la cantata.

### Leipzig
Como Leipzig observó el tempus clausum (tiempo de silencio) desde el Adviento II hasta el Adviento IV, Bach no pudo interpretar la cantata allí en Adviento y la expandió a una cantata en dos partes para el séptimo domingo después de la Trinidad, como había expandido Herz und Mund und Tat und Leben, BWV 147, justo antes del 2 de julio de 1723. Añadió recitativos, cambió ligeramente las palabras de las arias, reemplazó la coral de cierre por el versículo 11 de la coral «Es ist das Heil uns kommen her» (1523) de Paul Speratus y agregó el versículo 12 de esa coral para cerrar la primera parte de la cantata.
Las lecturas prescritas para el domingo son de la Epístola a los romanos, «la paga del pecado es muerte, pero la dádiva de Dios es vida eterna» (Romanos 6:19-23), y del Evangelio de Marcos, la multiplicación de los panes y los peces (Marcos 8:1-9). Los recitativos lo mencionan al enfatizar términos como Hunger (hambre) y schmecket und sehet (probar y ver).

## Partitura y estructura
La cantata está compuesta para cuatro solistas y un coro de cuatro voces (soprano, alto, tenor y bajo), dos oboes, taille (oboe tenor), dos violines, viola y bajo continuo, incluido fagot. Sus once movimientos se dividen en dos partes, los movimientos primero a sexto se realizarán antes del sermón y los otros después del mismo.
1. Coro: Ärgre dich, o Seele, nicht
2. Recitativo (bajo): Die Knechtsgestalt, die Not, der Mangel
3. Aria (bajo): Bist du, der mir helfen soll
4. Recitativo (tenor): Ach, daß ein Christ so sehr
5. Aria (tenor): Mein Heiland läßt sich merken
6. Coral: Ob sichs anließ, als wollt er nicht

Después el sermón:
1. Recitativo (tenor): Es ist die Welt die große Wüstenei
2. Aria (soprano): Die Armen will der Herr umarmen
3. Recitativo (alto): Nun mag die Welt mit ihrer Lust vergehen
4. Aria (soprano, alto): Laß, Seele, kein Leiden
5. Coral: Die Hoffnung wart' der rechten Zeit

## Música
El coro de apertura está en forma de rondó, ABABA. La sección A trata la primera línea del poema, la sección B, las líneas segunda a cuarta. La sección A es una combinación compleja de composición instrumental y vocal. Los instrumentos se abren con una sinfonía de 8 compases, seguida de un breve Devise (enunciado) vocal que lo repite la orquesta, y sólo entonces comienza un desarrollo fugal, las partes vocales a veces incrustadas en material de la sinfonía. La primera repetición de la sección A se acorta en la sinfonía, la segunda repetición comienza con la parte fugal de inmediato. En gran contraste, la sección B está configurada a capella (solo acompañada por el continuo) y en parte homofónica.
La partitura de las cuatro arias muestra una complejidad creciente y también un ascenso de la voz más grave a la más alta, entrando soprano y alto solo en la segunda parte. El primer aria está acompañado solo por el continuo, los dos siguientes en un trío y el aria final es un dúo con orquesta. Se asemeja a una giga y las voces que cantan «Laß, Seele, kein Leiden von Jesu dich scheiden» (Alma mía, no permitas que ningún dolor te separe de Jesús), ilustran el significado mediante un movimiento mayoritariamente paralelo.
Los cuatro recitativos terminan todos como un arioso.
Los movimientos corales seis y once, que terminan las dos partes de la cantata, son la misma música, una fantasía coral. El coral está incrustado en un concierto de la orquesta, el cantus firmus se le da a la soprano, mientras que las voces más graves cantan el contrapunto con un movimiento más rápido, a veces en imitación.

## Grabaciones
- Die Bach Kantate Vol. 43, Helmuth Rilling, Gächinger Kantorei, Bach-Collegium Stuttgart, Arleen Augér, Helen Watts, Kurt Equiluz, Philippe Huttenlocher, Hänssler 1977
- J. S. Bach: Das Kantatenwerk – Sacred Cantatas Vol. 10, Nikolaus Harnoncourt, Tölzer Knabenchor, Concentus Musicus Wien, Helmut Wittek (solista del Tölzer Knabenchor), Paul Esswood, Kurt Equiluz, Robert Holl, Teldec 1989
- J. S. Bach: Complete Cantatas Vol. 6, Ton Koopman, Amsterdam Baroque Orchestra & Choir, Ruth Ziesak, Elisabeth von Magnus, Paul Agnew, Klaus Mertens, Antoine Marchand 1997
- J. S. Bach: Cantatas Vol. 10  – Cantatas from Leipzig 1723 III, Masaaki Suzuki, Bach Collegium Japan, Miah Persson, Robin Blaze, Makoto Sakurada, Peter Kooy, BIS 1999
- Bach Edition Vol. 12 – Cantatas Vol. 6, Pieter Jan Leusink, Holland Boys Choir, Netherlands Bach Collegium, Ruth Holton, Sytse Buwalda, Knut Schoch, Bas Ramselaar, Brilliant Classics 1999
- J. S. Bach: Cantatas Vol. 4, John Eliot Gardiner, Monteverdi Choir, English Baroque Soloists, Katharine Fuge, Richard Wyn Roberts, Kobie van Rensburg, Stephan Loges, Soli Deo Gloria 2000